# Donald Sarason
Donald Erik Sarason (ur. 26 stycznia 1933 w Detroit, zm. 8 kwietnia 2017 w Berkeley) – amerykański matematyk zajmujący się analizą zespoloną i teorią operatorów na przestrzeniach Hardy'ego. Profesor Uniwersytetu Kalifornijskiego w Berkeley.

## Życiorys
Studiował fizykę na Uniwersytecie w Michigan gdzie w 1955 uzyskał tytuł bakałarza a następnie magistra w 1957. W 1963 uzyskał doktorat także na podstawie rozprawy pt. The Hp spaces of annuli napisanej pod kierunkiem Paula Halmosa. Na Uniwersytecie Kalifornijskim był promotorem 39 doktoratów.